# Плишани малишан
Плишани малишан је рок-група из Горњег Милановца, основана крајем 2005. године.

## Историјат
Још 1995. почиње са радом група „Отака спи“, у саставу: Владимир Шћепановић, Мирко Шћепановић, Ђорђе Новаковић, Ивана Новаковић и Пеђа Милетић. Група први наступ има у Крагујевцу, на ШРАФ-у (Шумадијском рок алтернативном фестивалу) у хали Језеро. Временом, групу напуштају неки људи, долазе други и 2005. се формира Плишани малишан.
Након неколико година свирања по Горњем Милановцу и околини, Плишани одлазе у Бању Луку, где на Јелен Демофесту на бањалучкој тврђави Кастел, 29. јула 2011. једногласном одлуком жирија освајају прво место.
Године 2012. на МТВ-ју је приказан њихов спот за песму МЦ3, што је највероватније први спот неке горњомилановчаке групе приказан на овој телевизији. Ове године гитариста Иван Ковачевић постаје и члан Бјесова.
Године 2013. објављују на интернету свој први албум под називом „Плишани малишан“. Албум је снимљен за Ускрс 2012. у београдском студију Дигимедија.
Током априла 2014. група снима нови албум у користећи салу Дома културе у Горњем Милановцу (некадшњи дом ЈНА) као импровизовани студио. Сниматељ је Борис Младеновић из Јарбола.
Група је престала са радом 2019. године.

## Чланови групе
- Ђорђе Новаковић  — глас и гитара
- Иван Ковачевић Ковач — гитара
- Бобан Кецовић  — бас и пратећи вокали
- Силвија Митровић — вокал, гитара, даире
- Мирко Шћепановић — бубњеви

## Дискографија

### Албуми
- „Плишани малишан“ (Дигимедија, 2013)

## Награде
- 2011. Победа на Јелен Демофесту, Бања Лука

## Галерија
- Ђорђе Новаковић на снимању 2. албума
- Иван Ковачевић на концерту у „Норвешкој кући“, Г. Милановац